# Adolf Diekmann
Adolf Diekmann (18 de diciembre de 1914 - Normandía, 29 de junio de 1944) fue un militar nazi miembro de la SS responsable por la Matanza de Oradour-sur-Glane el 10 de junio de 1944.
Fue responsable al ordenar como miembro de la División Blindada SS Das Reich el 10 de junio de 1944 el asesinato de los habitantes del pueblo de Oradour-sur-Glane en el Departamento de Haute Vienne (Francia); 643 personas, entre ellas 207 niños y 255 mujeres, fueron aniquilados. Su amigo el mayor Helmut Kämpfe, que había sido capturado por la resistencia el 9 de junio de 1944, hay un monolito que recuerda su captura inaugurado en 1986, son Los artistas Jean-Joseph Sanfourche, Marc Petit y Pierre Digan quienes lo convirtieron en el monumento. Finalmente Helmut Kämpfe, será ejecutado en la tarde del día 10.
En el curso de varios procesos judiciales se hizo referencia a él como Otto Diekmann, por confusión con su subordinado inmediato Otto Kahn. Antes de entrar en línea de combate fue profesor en uno de los centros de formación de la SS (SS-Junkerschulen).
Diekmann nunca hubo de rendir cuentas ante tribunal alguno, ya que el 29 de junio de 1944, murió decapitado por la esquirla de un proyectil de artillería  durante la Operación Overlord en Normandía, dado que no llevaba casco en ese preciso momento. Murió con el rango de SS-Sturmbanfuhrer. Su tumba se encuentra en La Cambe.